# Namaquaflyghöna
Namaquaflyghöna (Pterocles namaqua) är en fågel i familjen flyghöns inom ordningen flyghönsfåglar.

## Utseende och läten
Namaquaflyghönan är en liten (28 cm) flyghöna, den enda i södra Afrika med lång och spetsig stjärt. Hanen har dubbla bröstband men saknar den tvåbandade flyghönans svartvita band på huvudet. Vidare är den enfärgad, ej bandad, på nedre delen av bröstet och buken. Honan har jämfört med hona tvåbandad flyghöna mer beigegul strupe och streckat istället för bandat bröst samt spetsig, ej rundad stjärt. Flyktlätet beskrivs som ett nasalt "keikievein".

## Utbredning och systematik
Fågeln lever i torra gräsmarker i södra Afrika, från sydvästra Angola och Namibia österut till sydvästra Zimbabwe samt söderut genom Botswana och västra samt centrala Sydafrika (västra Limpopo och Fristatsprovinsen söderut till södra Västra Kapprovinsen. Den behandlas som monotypisk, det vill säga att den inte delas in i några underarter.

### Släktestillhörighet
Resultat från DNA-studier tyder på att släktet Pterocles är parafyletiskt i förhållande till de två flyghönsen i Syrrhaptes, där bland annat namaquaflyghöna är närmare släkt med stäppflyghönan (Syrrhaptes paradoxus) än med vitbukig flyghöna (Pterocles alchata). Det medför att antingen bör Syrrhaptes-flyghönsen inkluderas i Pterocles eller så bör namaquaflyghöna med släktingar flyttas till Syrrhaptes. Inga större taxonomiska auktoriteter har dock ännu följt dessa resultat. 

## Levnadssätt
Namaquaflyghönan hittas i gräsmarker, halvöken och öken. Födan består av små och torra frön. Häckningsperioden är utdragen och är troligen beroende på nederbörd.

## Status och hot
Arten har ett stort utbredningsområde och en stor population med stabil utveckling och tros inte vara utsatt för något substantiellt hot. Utifrån dessa kriterier kategoriserar internationella naturvårdsunionen IUCN arten som livskraftig (LC). Världspopulationen har inte uppskattats men den beskrivs som vanlig eller mycket vanlig i stora delar av utbredningsområdet.

## Namn
Fågelns svenska och vetenskapliga artnamn syftar på Namaqualand i Namibia.

## Bildgalleri

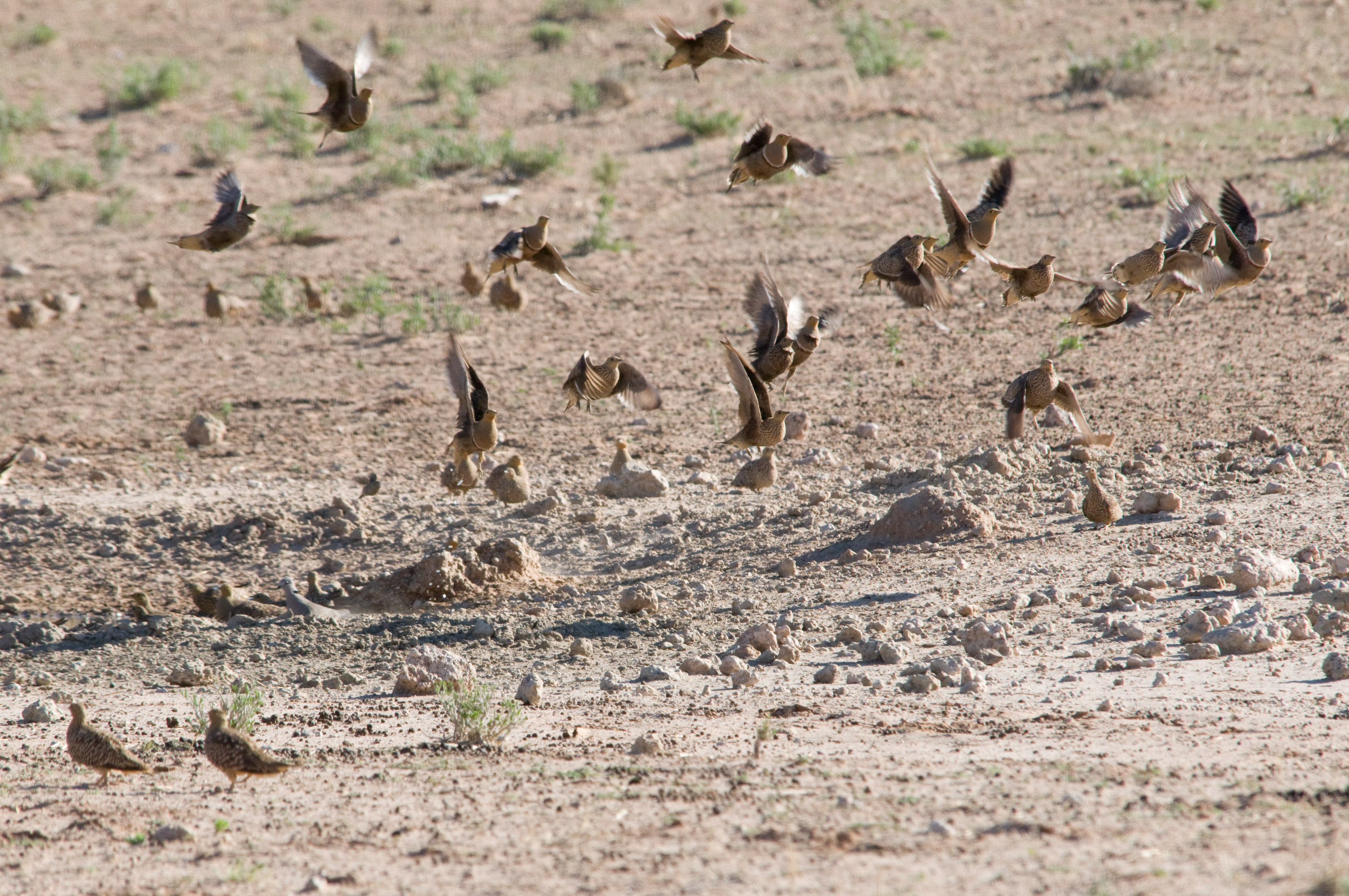
Flock med namaquaflyghöna
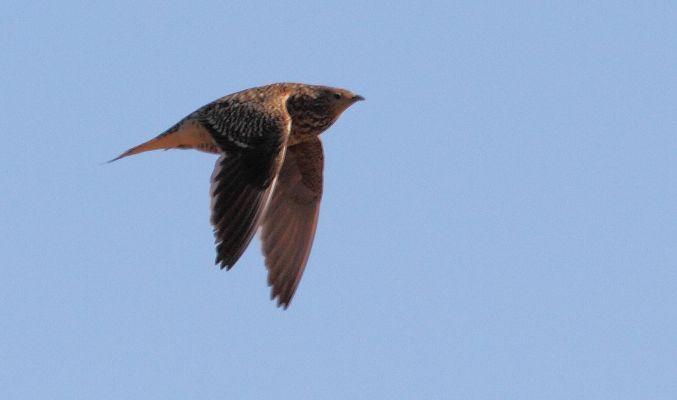
En flygande namaquaflyghöna